# 木村郁美
木村 郁美（きむら いくみ、1973年1月19日 - ）は、元TBSアナウンサー。母方の遠戚に伊東四朗がいる。

## 来歴・人物
東京都小金井市の出身で、2歳から6歳まではドイツに、16歳から18歳まではアメリカ合衆国で生活していた帰国子女。吉祥女子高等学校から、アメリカ・カリフォルニア州立ロイヤルトン高校を経て、学習院大学文学部英米文学科へ進学。同大学在学中は、学内の放送研究部に所属。同部の1年後輩に春日由実（フジテレビ）、2年後輩に山本モナ（フリーアナウンサー）、3年後輩に山本真純（元日本テレビ）がいた。その一方で、1か月間にわたってインドネシアやフィリピンへのホームステイを経験している。1994年、ミス・ユニバーシティ準優勝。
卒業後の1996年4月1日付で、TBS（当時）にアナウンサー31期生として入社。同期入社にはアナウンサーの小笠原亘・広重玲子（現在はペイテレビ事業部）・志賀大士（現在は制作局バラエティー制作部のプロデューサー）の他、別の部署に属していた小渕優子（現在は政治家）がいる。1998年から1999年にかけて最大9本のレギュラー番組を抱えていた。最も忙しい時期だったのが『エクスプレス』のMCを務めていた2000年頃で、当時担当していた番組に加えてシドニーオリンピック中継の進行役など、幅広いジャンルの番組を担当していた。
趣味は料理、読書、サイクリング、健康、スキューバダイビング、旅、珍しいものを食べること（ゲテモノ食い）。特技は英会話、いつでもどこでも寝られること。好きな食べ物・飲み物はワイン、焼酎、ハーブ。苦手な食べ物はラーメン（熱い食べ物を急いで食べる感覚が嫌い）、甘いもの（スウィーツ系）。英語検定準1級、普通自動車運転免許、ワインエキスパート、チーズプロフェッショナル、ジュニアベジタブル&フルーツマイスター、日本常識力検定3級、マナー検定初級など様々な資格を有している。
インドネシアのホームステイ先の家族から、ご馳走のつもりで羊の脳みそや鳩の頭を出されて、断れずに食したことから「ゲテモノ食い」が趣味のひとつになる。一方で、後述のようにワインをはじめとするアルコール類も好み、自ら企画したTBSチャンネル向けの番組『ロワール川（フランス）ワイン紀行』『九州焼酎紀行』などが製作された。なお一部の番組は、関東ローカルで地上波でも放送されている。
プライベートでは、2006年5月19日に杉澤修一（元プロテニスプレイヤーでスポーツマネジメント会社「スカンヂナビア」の代表取締役社長）と結婚したが、2009年5月に離婚。なお、2014年5月には、別の会社経営者と再婚している。
TBSテレビでは2018年6月までアナウンサーとして活動していたが、7月1日付でメディアビジネス局へ異動後は、海外販売関連の事業に携わっていた。2021年9月9日付で退社。

## 過去の出演番組

### TBSテレビ
レギュラー出演
- はなまるマーケット
  - 初代はなまるエプロン隊として（1996年10月 - 1997年3月）
  - 今日の目玉（2002年10月 - 2004年9月）不定期
  - 水野真紀の資格とるダス（2005年7月 - 2006年3月）
- よゐこのわるぢえ（1996年10月 - 1997年3月）
- 流行歌（1996年10月 - 1999年9月）月1回
- 王様のブランチ（1997年4月 - 2000年3月）[7][8]
- COUNT DOWN TV（1997年4月 - 2001年12月）声の出演
- アイドル王（1997年4月 - 1999年9月）
- お天気クジラ（1998年4月 - 1999年3月）
- おはようクジラ（1998年7月 - 1999年3月）
- ニュースの森（1999年4月 - 2000年2月）
- チューボーですよ!（1999年10月 - 2004年9月、2006年11月25日）3代目アシスタント[7][8]
- エクスプレス（2000年3月 - 2002年3月）[7][8]
- J-SPORTS（2002年4月 - 2003年3月）
- おかしや?さんま!（2003年4月 - 9月）
- スパスパ人間学!（2002年10月 - 2005年3月）
- ウォッチ!（2004年10月 - 2005年3月）
- 情報ドラマチック もくげき!（2005年4月 - 9月）
- 時事放談（2005年11月 - 2006年3月）
- 2時ピタッ!（2006年4月 - 9月）
- ピンポン!（2006年10月 - 2009年3月）
- TBSレビュー（2009年4月 - 遅くとも2018年3月）司会
- JNNフラッシュニュース
  - （2012年4月 - 2013年3月）不定期の木曜日
  - （ - 2018年6月）隔週金曜日
- アナCAN（2009年4月 - 9月）ナレーション
- 激安バラエティー（2009年6月 - 9月）ナレーション

単発出演など
- 倶楽部6
- オールスター赤面申告!ハプニング大賞（1998年4月 - 2008年）春・秋・冬
- 日本有線大賞（2000年、2001年）
- TBSテレビコールサイン変更の告知映像（2001年9月30日 - 10月1日）
- 嫁はミツボシ。（2001年）：木村郁美（本人役）
- 日立 世界・ふしぎ発見!（2002年10月5日）
- 末っ子長男姉三人（2003年10月 - 12月）：木村郁美アナウンサー 役
- いぬのおまわりさん（2010年7月4日、毎日放送制作）ナレーション
- Nスタ[注釈 2]（2013年12月30日）キャスター

### BS-i→BS-TBS
- 山下マヌーの旅天国（2003年10月 - 2004年1月）
- 旅まにあ（2004年2月 - 2005年3月）
- 運びきれない思い出（2005年4月 - 2005年9月）
- 生様人生（2005年10月 - 2007年3月）
- 映画の時間+ 気ままにディレクターズカット（2010年5月 - 2011年3月）月に1回水曜23時台に放送
- Cinemagic Cafe（2011年4月 - 2012年3月）毎月最終土曜日に放送
- 音ボケPOPS (2014年4月 - 2015年9月)  不定期アシスタント
- 田崎亭→田崎BAR（不定期）

### TBSラジオ
- こども音楽コンクール（1996年）[7][8]
- 中野浩一のスーパートーク（1997年）[7][8]
- 清水圭のスポーツKONG!（1998年10月 - 1999年3月）
- 志村けん・中山秀征の「い〜んでないの?!」（1999年10月 - 2002年9月）初期のみ毎週、以降月1回。
- JOMO あの人の物語（2004年4月 - 2008年3月）
- 田中雄介の食卓応援隊（2009年4月 - 2013年3月）
- GAKU-Shock（2013年4月 - 2014年3月）
- 中野浩一のフリートーク（1997年4月 - 2018年7月7日）
- 千葉ドリーム!もぎたてラジオ（2013年8月 - 2018年7月）
- 荒川強啓 デイ・キャッチ!（ - 2018年6月）ニュースデスク

### TBSチャンネル
- 木村郁美の九州焼酎紀行 〜幸せな焼酎〜（放送時間は不定）
- 木村郁美のキレイの食卓 〜韓国編〜（同上）
- 木村郁美のロワール川ワイン紀行（同上）
- 木村郁美のほろ酔い紀行（2009年 - ）
  - 2010年12月までの時点で「奄美大島・焼酎編」「山梨・ワイン編」「福島・日本酒編」「北陸・日本酒編」「北海道・ワイン編」「東京・本当に旨い店編」が制作

## 出演映画
- スプリガン（大友克洋総監修、1998年） - 声の出演/スチュワーデス 役
- DRIVE（サブ監督、2001年）銀行員 役